# Robert van Gasteren
Robert Maria Johannes (Robert) van Gasteren (Rotterdam, 7 januari 1959) is een Nederlandse politicus. Sinds 11 juli is hij namens de BoerBurgerBeweging (BBB) lid van de Eerste Kamer.

## Biografie
Van Gasteren studeerde rechtsgeleerdheid aan de Erasmus Universiteit Rotterdam. Hij bekleedde diverse management- en bestuursfuncties in het bedrijfsleven. Op 11 juli 2023 werd hij namens de BoerBurgerBeweging (BBB) lid van de Eerste Kamer, als opvolger van Jan Klopman. Hij is lid van de Eerste Kamercommissies voor Buitenlandse Zaken, Defensie en Ontwikkelingssamenwerking, Koninkrijksrelaties en Sociale Zaken en Werkgelegenheid. Naast het Kamerlidmaatschap is hij oprichter en partner van Annlyz en bestuurslid van de Vereniging Achmea.
Robert Croll · Robert van Gasteren · Math Goossen · Arie Griffioen · Eugène Heijnen · Wim Jaspers · Eric Kemperman · Frans van Knapen · Bart Kroon · Ilona Lagas · Andrea van Langen · Robbert Lievense · Henk Marquart Scholtz · Gert-Jan Oplaat · Tekke Panman · Elly van Wijk
- Parlement.com: vm30ehhko8u8